# شیپورماهی چینی
شیپورماهی چینی (نام علمی: Aulostomus chinensis) نام یک گونه از سرده شیپورماهیان است.

## نگارخانه

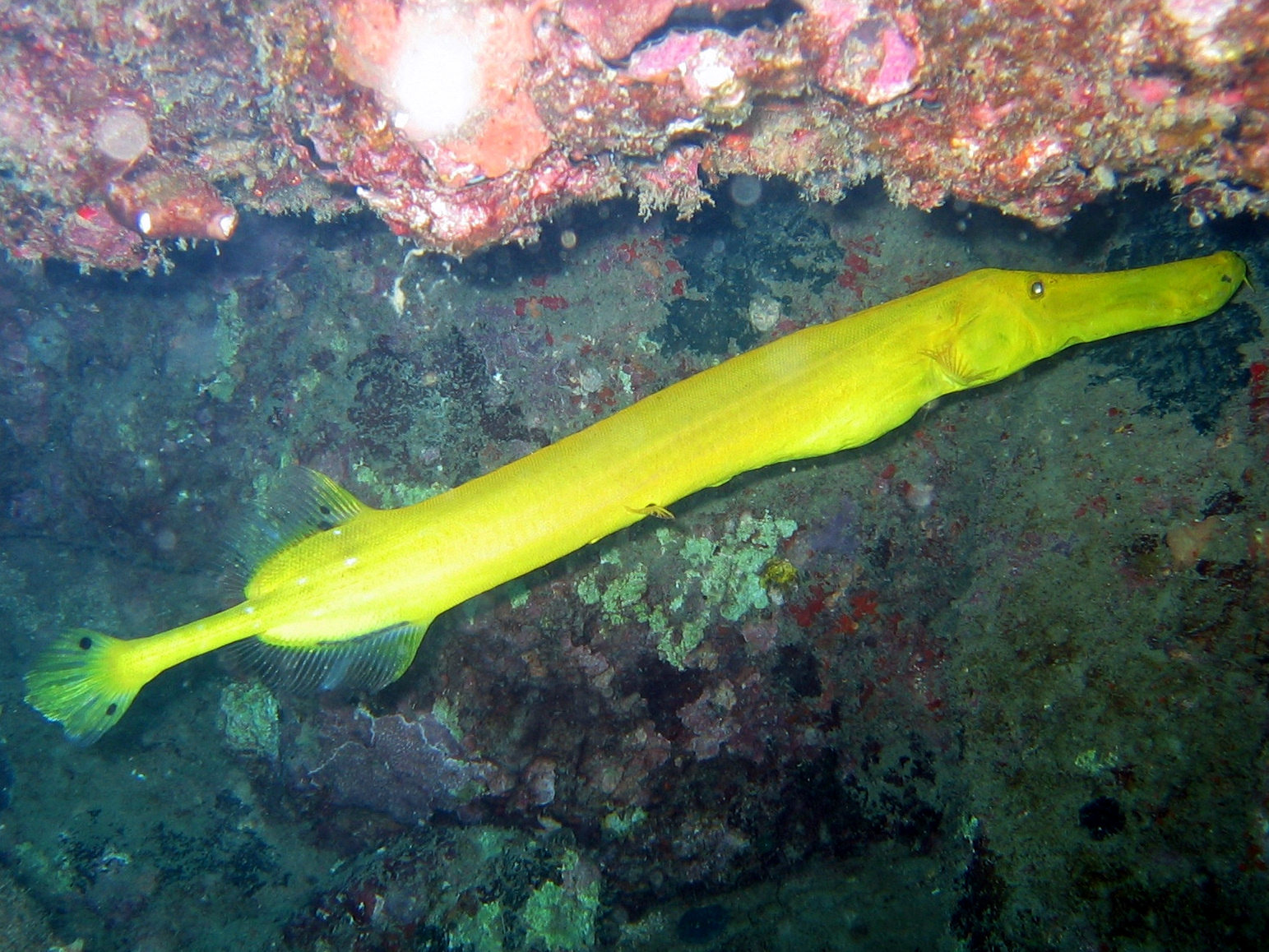
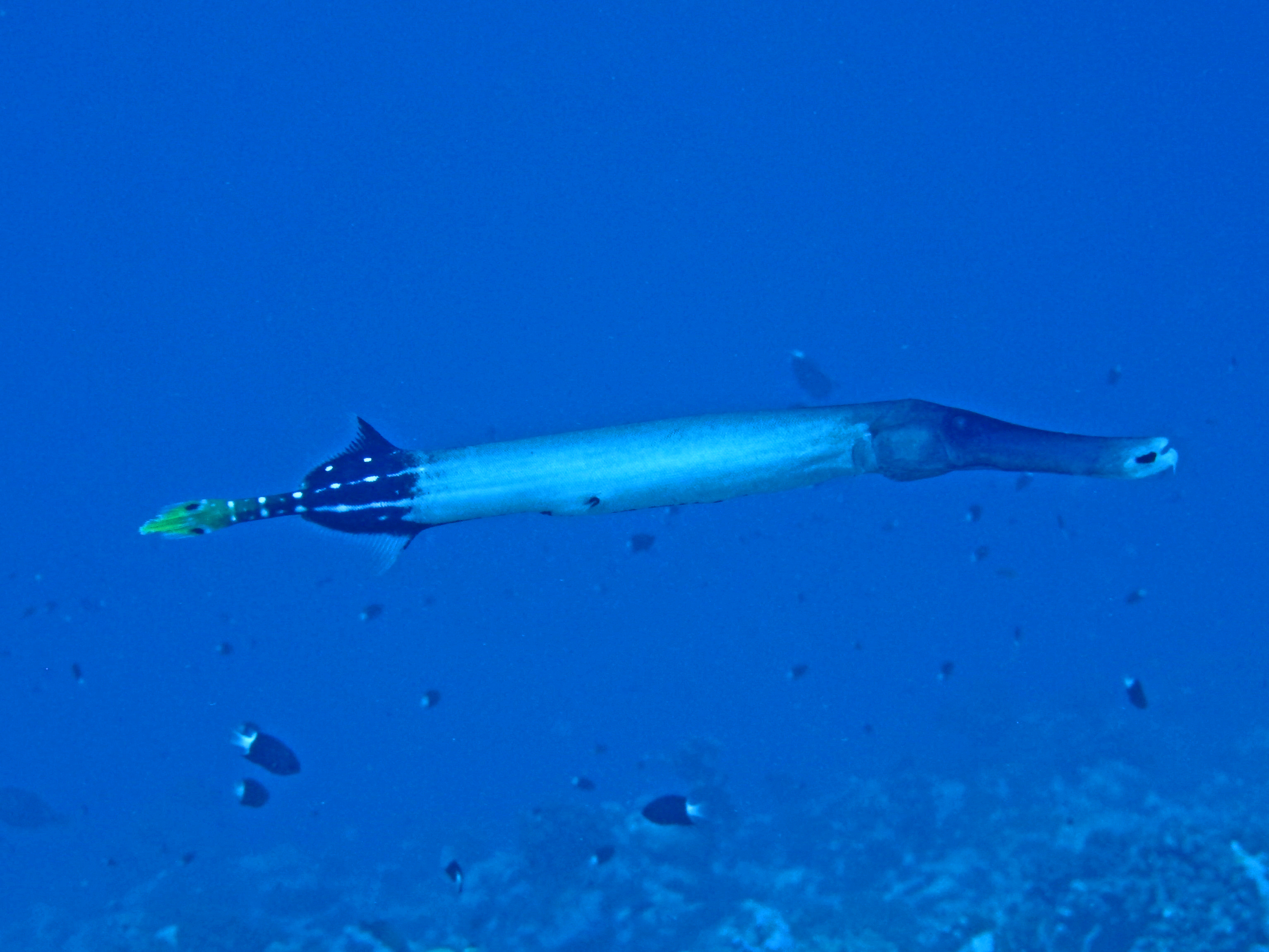
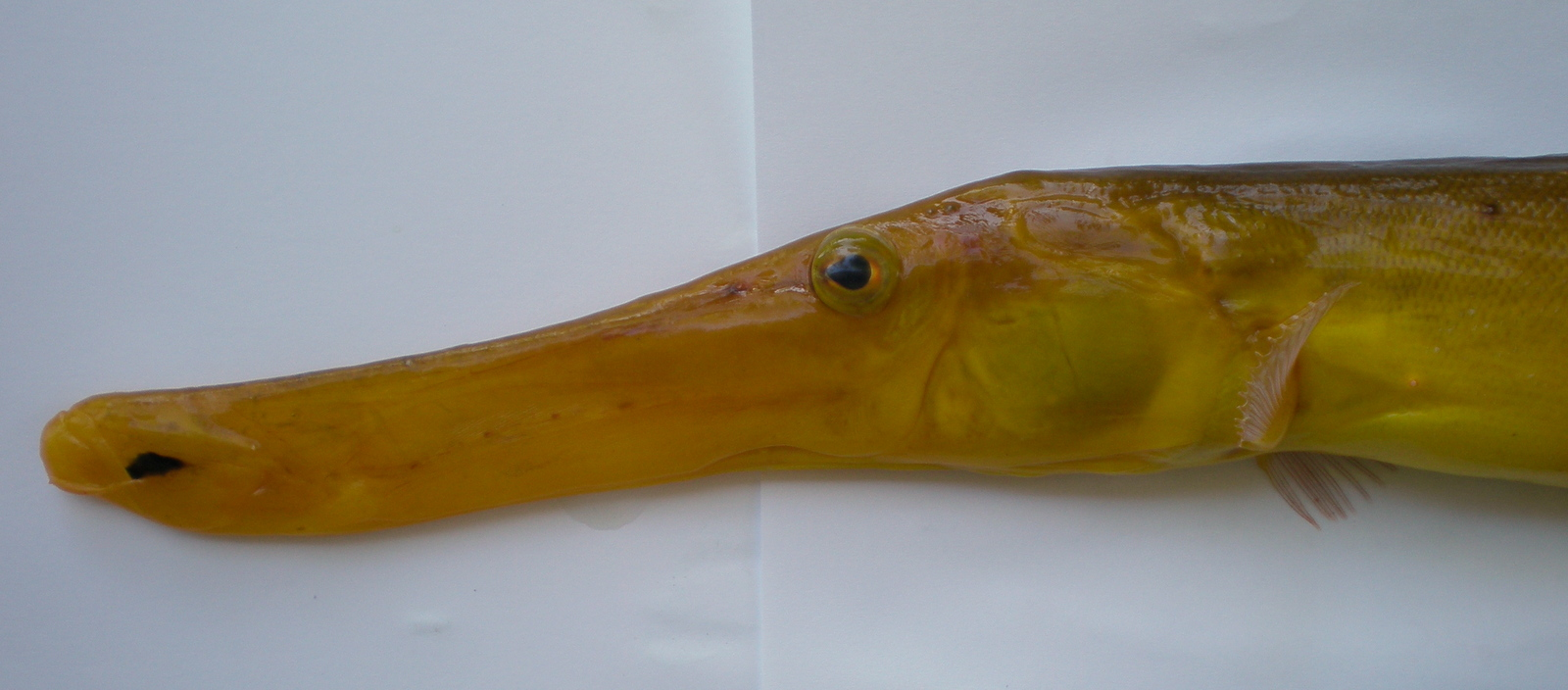
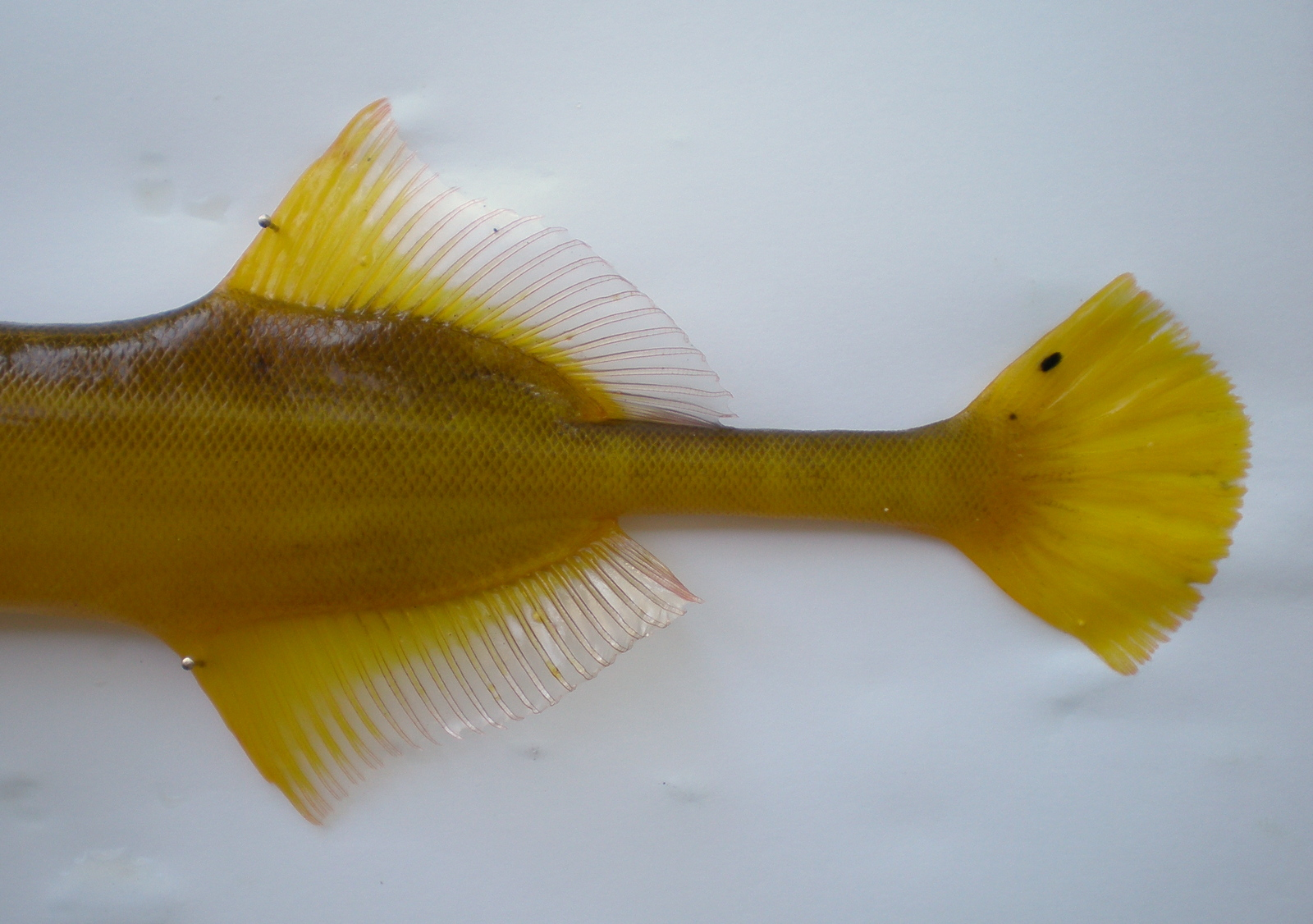